# Meridiano 155 E
O meridiano 155 E é um meridiano que, partindo do Polo Norte, atravessa o Oceano Ártico, Ásia, Oceano Pacífico, Australásia, Oceano Antártico, Antártida e chega ao Polo Sul. Forma um círculo máximo com o Meridiano 25 W.
Começando no Polo Norte, o meridiano 155º Este tem os seguintes cruzamentos:
| País, território ou mar | Notas |
| ----------------------- | --- |
| Oceano Ártico           | |
| Mar Siberiano Oriental  | |
| Rússia                  | Iacútia Oblast de Magadan |
| Mar de Okhotsk          | Golfo de Shelikhov |
| Rússia                  | Oblast de Magadan |
| Mar de Okhotsk          | |
| Rússia                  | Oblast de Sacalina - Ilha Antsiferov, Ilhas Curilhas |
| Oceano Pacífico         | Passa a leste da ilha Onekotan, Rússia · Passa a oeste do atol Oroluk, Estados Federados da Micronésia · Passa a leste do atol Nukuoro, Estados Federados da Micronésia · Passa a leste do atol Kapingamarangi, Estados Federados da Micronésia · Passa a leste das ilhas de Nuguria, Papua-Nova Guiné |
| Papua-Nova Guiné        | Ilha Bougainville |
| Mar de Salomão          | |
| Mar de Salomão          | Mar de Coral - passa pelas Ilhas do Mar de Coral, Austrália |
| Oceano Pacífico         | |
| Oceano Antártico        | |
| Antártida               | Território Antártico Australiano, reclamado pela Austrália |